# Tupolev PAK DA

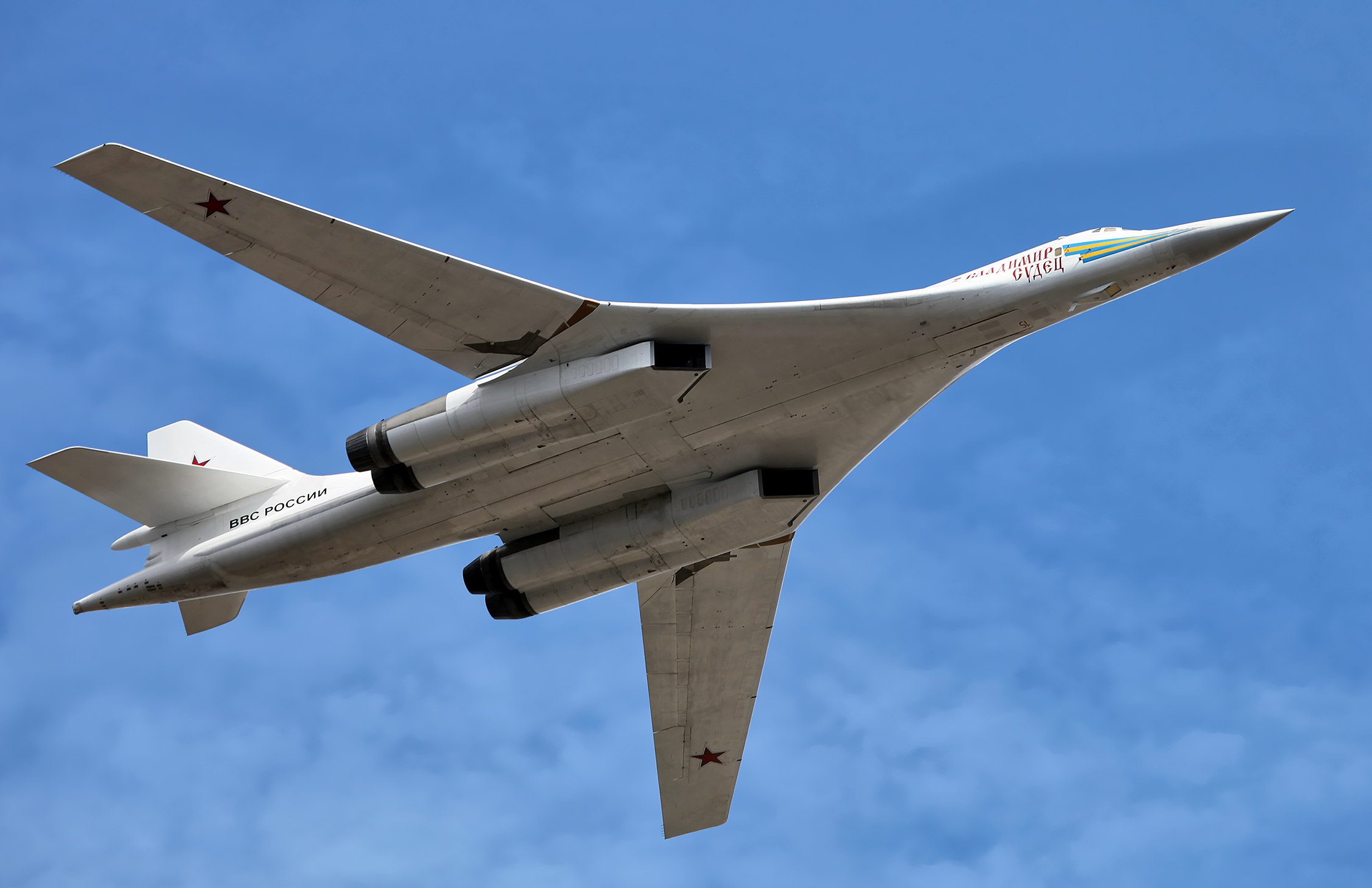
Tu-160 (lors de sa première apparition publique à Alabino)

Le Futur complexe d'aviation à long rayon d'action (PAK DA) (en russe : Перспективный авиационный комплекс дальней авиации (Perspektivny aviatsionny kompleks dalneï aviatsi), ПАК ДА) est un programme lancé à partir d’août 2009 destiné à fournir à la Russie un bombardier furtif subsonique de nouvelle génération pour les besoins de l’armée de l'air russe. 
Placé sous double maîtrise d'œuvre de Tupolev et de la firme KAPO, le programme est appouvé début avril 2021, par le ministère russe de la Défense. L’avion devrait entrer en service actif à l'horizon 2025 ou 2030. Il devra permettre le remplacement des Tupolev Tu-22M, Tu-160 et Tu-95 encore alors en service.